# گالاتین
گالاتین (به بلغاری: Galatin) یک منطقهٔ مسکونی در بلغارستان است که در استان وراتسا واقع شده‌است.
 گالاتین  ۷۴۱ نفر جمعیت دارد و ۱۸۴ متر بالاتر از سطح دریا واقع شده‌است.